# Emilie Heinrichs
Emilie Heinrichs (* 1. März 1823 in Schleswig; † 19. Februar 1901 in Braunschweig), geb. Schmidt, war eine deutsche Schriftstellerin, die auch unter dem Pseudonym E. von Linden publizierte.

## Leben
Emilie Heinrichs lebte von 1845 bis 1850 in Hamburg und Altona und veröffentlichte 1848 erste politische Gedichte im Zusammenhang mit der Schleswig-Holsteinischen Erhebung. Sie heiratete 1850 und zog mit ihrem Mann nach Hannover, im Jahre 1872 wieder nach Altona und 1878 nach Braunschweig, wo sie 1901 im Alter von 77 Jahren starb. Ihre historischen Romane und Novellen erschienen vielfach im Selbstverlag und sind nur in wenigen Exemplaren überliefert.

## Werke
- Kaleidoskop. Novellen, Erzählungen und Geschichten. 2 Bände. Heinrichs, Hannover 1855.
- Norddeutsches Familienbuch. Historischer Roman. 3 Bände. Heinrichs, Hannover 1856–1857.
- Geld und Ehre. Roman. 2 Bände. 1858.[1]
- Ein deutscher Held. Lustspiel. 1859.[2]
- Der Maskenball, oder: Die Hexe der Neustadt. Historischer Roman. Heinrichs, Hannover 1860.
- Hannovera. Ein Familienbuch. Heinrichs, Hannover 1861.
- Henning Brabant. Historischer Roman. 2 Bände. 1861.[3]
- Der Bruderzwist oder der Irrgarten in der Eilenriede. Vaterländischer Roman. Heinrichs, Hannover 1862.
- Ein deutscher Kaiser. Historische Novelle. Sacco, Berlin 1863. (Digitalisat)
- Dunkle Tage. Historischer Roman. 2 Bände. Heinrichs, Hannover 1863.
- Friedrich Wildt. Eine Erzählung nach Thatsachen aus Schleswig-Holsteins jüngster Vergangenheit. Sacco, Berlin 1864. (Digitalisat)
- Der Kommerzienrat. Roman aus der Gegenwart. Wedekind, Hannover 1865.
- Der Stadtschreiber von Osnabrück. Historische Erzählung aus dem 13. Jahrhundert. Liesecke, Osnabrück 1865.
- Leibrenten. Roman aus der Gegenwart. 2 Bände. Wedekind, Hannover 1866. (Digitalisat) Neuausgabe in der Criminalbibliothek 1850-1933, Edition Köln 2008. ISBN 9783936791563
- Eine moderne Räuberfamilie. Erzählung. 1867.[4]
- Bettler und Millionär. Roman aus der Neuzeit. Sacco, Berlin 1867. (Digitalisat)
- Der Erbe von Grundhoff. Roman. Janke, Berlin 1868. (Digitalisat)
- Auf der Menschheit Höhen. Roman. Janke, Berlin 1868.
- Novellen 2 Bände. Schulze, Hannover 1869.
- Im Irrenhause. Roman. Hamburg 1873.
- Am Kurfürstenhofe zu Mainz. Historische Skizze in: Unterhaltungs-Blatt der Neuesten Nachrichten aus dem Gebiete der Politik Nr. 95 1873